# سانجیو کومار
سانجیو کومار (انگلیسی: Sanjeev Kumar; زاده ۹ ژوئیهٔ ۱۹۳۸ – ۶ نوامبر ۱۹۸۵) یک هنرپیشه اهل هند بود.
وی بین سال‌های ۱۹۶۰ تا ۱۹۸۵ میلادی فعالیت می‌کرد.
از فیلم‌ها یا برنامه‌های تلویزیونی که وی در آن نقش داشته‌است می‌توان به شعله و همای سعادت اشاره کرد. سانجیو کومار در فیلم «همای سعادت» با سوپراستار سینمای ایران «فردین» همبازی بود.
از سانجیو کومار به عنوان یکی از تأثیر گذارترین هنرپیشگان سینمای بالیوود یاد می‌شود.
سانجیو کومار با یک بیماری مادرزادی زاده شد؛ و بسیاری از اعضای خانواده اش نیز دارای این بیماری بودن و تا سن ۵۰ سالگی بیشتر عمر نمی‌کردند. سانجیو کومار در ۶ نوامبر ۱۹۸۵ دچار حمله قلبی شده و در سن ۴۷ سالگی از دنیا رفت.

## فیلم‌شناسی
فهرست برخی از فیلم‌هایی که سانجیو کومار در آن‌ها به ایفای نقش پرداخته‌است:
- شعله
- همای سعادت
- خوددار
- سنگ سیاه
- نیزهٔ سه شاخه
- سلسله
- گفتگو
- پدر عزب
- در زدن
- اسباب‌بازی
- فصل
- عبدالله
- کوشش
- شکار
- ساتیاکم
- خطوط کف دست
- دشمن شما
- همسر و همسر
- سوال
- برکت
- یادگار
- طوفان
- شوهر، همسر و اون
- تجربه
- روش زندگی
- نمکین
- پریچی
- تریشنا
- تهاجم
- خط آتش
- آنامیکا
- نامناسب
- آشنایی
- هزار رنگ ما
- آرجون پاندیت
- عیاش
- بگذار یک موضوع باشد
- دوران کودکی
- بی‌شخصیت
- چهره‌ای بر چهره‌ای دیگر
- نگهبان
- خدا
- الهه
- ندای زمین